# 呉羽理子
呉羽 理子（くれは りこ）は、関東地方を拠点に活動している日本のフリーアナウンサー、コンサルティングトレーナー、コミュニケーショントレーナー。コミュニケーションオフィス クレハ代表。オフィスケイアール所属。

## 来歴
神奈川県出身。山脇学園短期大学英文科卒業。
イベントコンパニオン、ナレーターコンパニオンを経て、元富山テレビ (BBT) のアナウンサー。局アナとして活動してきた経験を活かし、企業を対象にしてのコミュニケーション研修やプレゼンテーション研修を行っている。元産婦人科勤務の看護師でもあり、病院・医院向けの研修や看護専門誌の記事執筆も行っている。2006年にオフィスケイアール所属のフリーアナウンサーになる。
後に結婚。2015年12月10日に男児を出産し、1児の母になる。

## 出演

### テレビ番組
- BBTスーパーニュース（富山テレビ） - お天気担当[8]
- FNS27時間テレビ ローカルパート（富山テレビ）
- Youドキッ!たいむ（富山テレビ）
- いい生活。（富山テレビ）
- 映画みよう！大作戦 春・夏・冬（富山テレビ）
- NNN Newsリアルタイム（日本テレビ） - リポーター
- Hometown 相模原・大和（J:COM 相模原） - リポーター
- tvk NEWSハーバー（テレビ神奈川） - 中継リポーター
- さがみ信金 お金の話（JCN小田原） - キャスター

### ラジオ番組
- 夕やけ寺ちゃん 活動中（文化放送、2010年） - 水曜パートナー

### ビデオパッケージ
- 緊急事態を声で伝える EL-1W（NTT）
- 警視庁
- 高血圧を防ぐには
- きく姫のQOLを上げるには

## 執筆

### 専門誌
- ナースマネージャー（日総研出版）[9]
- 看護人材教育 → 看護人材育成（日総研出版） - 連載[10]
- メディカル・プラクティス・ニュース（TKC出版）[4]
- 妊産婦と赤ちゃんケア 2013年7・8月号（日総研出版）